# Seznam historických názvů Bratislavy
Seznam známých historických názvů Bratislavy:
- 805/807 (přibližně): Uratislaburgium / Wratisslaburgium, Pisonium (latinsky) (podle Aventina dal v roce 805/807 moravský kníže jménem Uratislaus (čili Vratislav) postavit na místě zničené římské hraniční pevnosti Pisonium město, které neslo jméno po svém zakladateli, čili Uratislaburgium).
- kolem 850: Istropolis (z řečtiny, název pochází z dob christianizace a používal ho později Matyáš Korvín)
- 9. století: *Braslavъ (rekonstruovaná středověká slovanská forma podle slovanského knížete Braslava
- 1. polovina 10. století (?): *Božänjь (rekonstruovaná středověká slovanská forma podle slovanského knížete Božana)
- 907 (viz také podrobně v článku Bitva u Bratislavy): Brezalauspurc (první doložený soudobý název; v Salcburských análech (Annales Juvavenses maximi); podle starších pramenů vznikl název podle Braslava (viz výše), podle novějších pramenů však má název původ od Predslava, zřejmě třetího syna Svatoplukova; v této souvislosti je třeba si uvědomit, že se v rakouských a bavorských měnách písmena P a B často zaměňovala), Braslavespurch (podle Aventina podle Annales Juvavenses), Pressalauspurch
- Po 1001: Preslav(v)a Civitas (latinsky Hrad Preslava/Bratislava) (tento název byl donedávna chybně uváděn jako „Breslava Civitas“, na nedávno nalezených mincích jde však jasně vidět forma Preslavva Civitas[1])
- 1001, 1052, 1142, 1172, 1194: Poson (tento název je zřejmě odvozen od slovanského knížete Božana (viz výše), název se používal také v 13. a 14. století)
- 1042: Brezesburg (nebo Prezesburg), Brecisburg
- 1045: Bosenburg
- 1048: Brecesburg
- 1052: Brezisburg, Brezzizburch, Breisburg, Bresburc, Preslawaspurch
- 1098: Prespurch, Brespurg
- 1107, 1109, 1146: Bosan
- 1108: Preburch, Bosania, Prespurch, Bresburch, Bresburg, Prespuerch, Brespurg, Posonia, Possen (český pramen), Bossen (rukopis ze Stockholmu)
- 1109: Presburch
- 1143: Bosonium
- 1147: Prespurch
- 1151 a 1163/4: Posonium (latinsky, původ jako výše uvedený název Poson)
- 1189: Bosonium, Brezburc, Bosonium quod Prespurc teutonice nuncupatur, Brisburc, Posonium
- 1197: Posony (maďarská forma)
- 12. století: Bassan (nebo Massan) (arabský text)
- 1217: Posonia
- Později:
  - německy: Preßburg (16. století)/Presburg (16. století)/Pressburg (1786), Presburh (1773), ve 20. století Preßburg, podle nového německého pravopisu od roku 1998 Pressburg
  - řecky: Istropolis (1465, znamená „Město na Dunaji“)
  - latinsky: Posonium; v Aventinových análech Bavorov ze zač. 16. stol. jsou k událostem zač. 9. stol. uvedeny rovnocenné tvary Pisonium a Vratissolaoburgium (podle jiného vydání Pisonium a Vratislaburgium [začáteční V lze v tomto textu číst i jako U], podle jiného vydání Pisonium a Wratislaburgium) pokud událostem roku 907 je uveden tvar (v akuzativu) Vratizolaum nebo Vratislauiam.
  - maďarsky: Posony (v roce 1773 ještě používány), Pozsony (1808)
  - slovensky: Pressporek (1773)/Prešporek, Presspurek/Prešpurek, Prešporok apod. (používané později; tyto formy jsou odvozeny z německé formy), Požúň apod. (odvozeno z maďarské formy)
  - česky: Presspurk/Prešpurk, Presspurek/Prešpurek
  - polsky: Pożoń, Preszburg
  - francouzsky: Pressbourg, později Presbourg, viz např. ulice „Rue de Presbourg“ v centru Paříže
  - anglicky: Pressburg (h), Pressborough, viz např. „Pressburg Street“ na jihozápadě Londýna
- V letech 1830 až 1840 používali přívrženci Ľudovíta Štúra následující formy: Břetislav, později: Břetislava, po kodifikaci nové slovenštiny v roce 1843 Braťislava (nad Dunajom); případně Tatranská Vratislava. Formu Břetislav(a) v roce 1837 zavedl Pavel Josef Šafařík (ve svém díle Slovanské starožitnosti), v historickém názvu Brecisburg (1042) viděl slovanskou formu Bracislaw/Brecislaw a mylně předpokládal, že město založil český král Břetislav I. Ve druhé polovině 19. století se tvar Bratislava přestal používat, ojediněle se však vyskytl tvar Břetislava.
- Koncem 1918: přechodně Wilsonovo město (podle amerického prezidenta Wilsona). Některé prameny však uvádějí, že tento název používaly výlučně československé legie v Itálii začátkem roku 1919 na svých mapách.
- 22. únor – 6. březen 1919: Bratislav (oficiální název), inspirovaný štúrovci, resp. Šafářikem, v březnu jazykově upraven, neboť koncovka -av má český původ, srov. např. Břeclav), podle ojedinělých názorů bylo jméno odvozeno nezávisle na štúrovců a Šafaříka ze slovanské formy Braslavъ, podle jiných (ještě ojedinělejších) názorů název vytvořil americký prezident Wilson)
- Od 6. března 1919: Bratislava (oficiální název) – úprava koncovky oživila štúrovský název z roku 1843, s přihlédnutím k reformě psaní Martina Hattaly (1851)